# John Parr

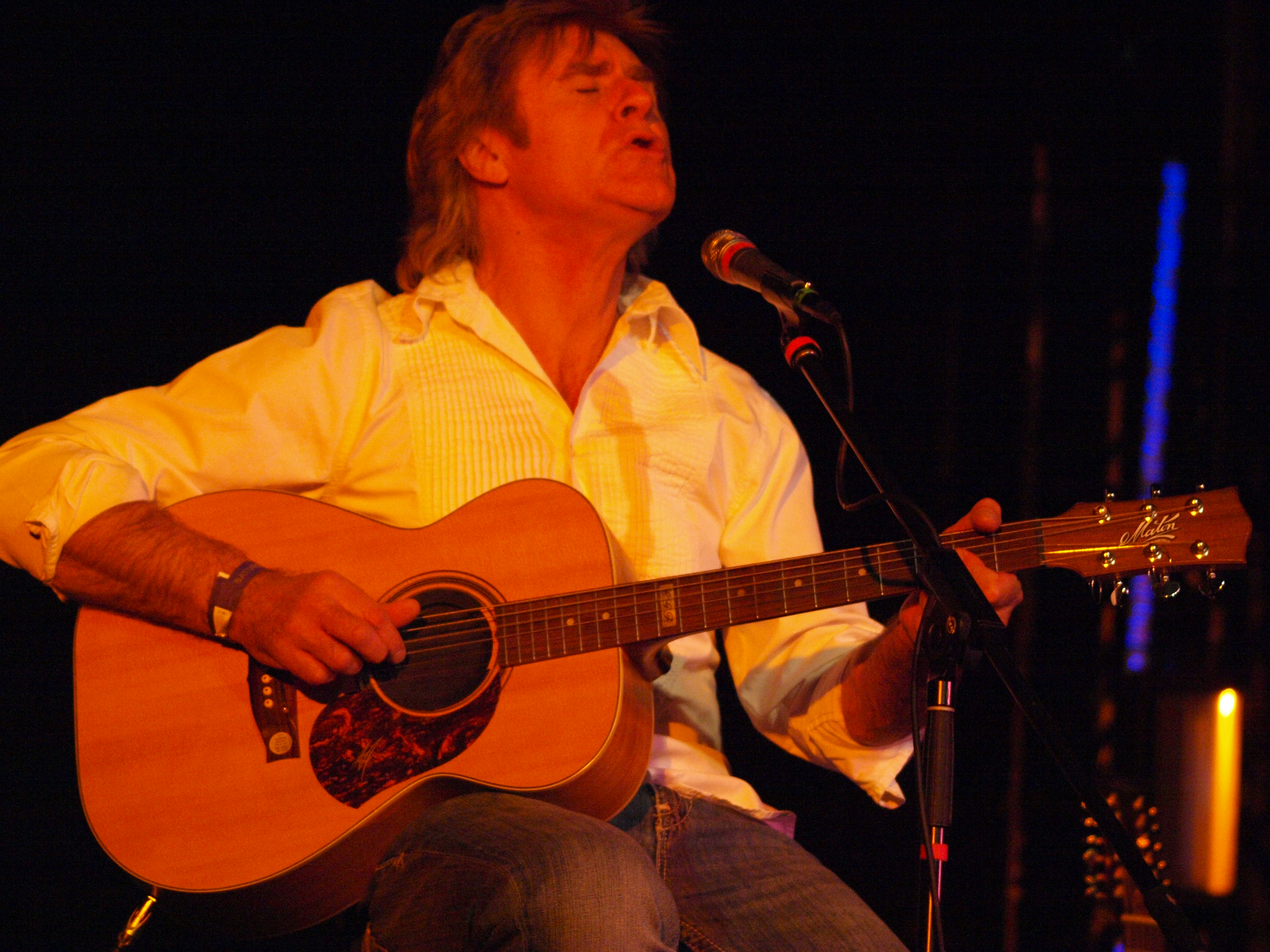
John Parr live op het Acoustic Festival of Great Britain

John Parr (Worksop, 18 november 1952) is een Britse rockzanger, die bekend is geworden door de singles Naughty Naughty uit 1984 en St. Elmo's Fire uit 1985, wat veruit zijn grootste hit werd.
Parr verkocht wereldwijd meer dan 10 miljoen albums en schreef 12 titelsongs voor Hollywoodfilms, zoals Three Men and a Baby, Near Dark en The Running Man. Hij was genomineerd voor een Grammy voor St. Elmo's Fire.

## NPO Radio 2 Top 2000
| Nummer met noteringen in de NPO Radio 2 Top 2000 | '99  | '00 | '01  |
| ------------------------------------------------ | ---- | --- | ---- |
| St. Elmo's Fire                                  | 1586 | -   | 1326 |

1. ↑  Een '-' betekent dat het nummer niet was genoteerd en een vetgedrukt getal geeft de hoogste notering aan.
2. ↑  Deze tabel is bijgewerkt tot en met de laatste editie (2024).

- Gemeinsame Normdatei: 134480414
- International Standard Name Identifier: 0000 0000 6314 9233
- Library of Congress Control Number: n91054920
- MusicBrainz: e31ff965-ddda-43d9-b24f-267a1924ff4a
- Nederlandse Thesaurus van Auteursnamen: 107826070
- Virtual International Authority File: 58256282
- WorldCat: E39PBJjxtkmqxCQmQTcH3d6h73